# Berto Pelosso
Berto Pelosso (eigentlich Roberto Pelosso; * 1934 in Rom; † 5. April 2019) war ein italienischer Drehbuchautor und Filmregisseur.
Pelosso war als Regieassistent ab 1960 fünf Jahre lang für Elio Petri tätig, aber auch für Francesco Maselli und Nanni Loy. Neben seiner Fernsehtätigkeit fertigte er zahlreiche Industriefilme für die Eni. Ab 1970 schrieb er mehrfach Drehbücher für Folco Quilici, Antonio Bido und erneut Elio Petri. Dabei wurde eine Vorliebe für die Aufarbeitung von Gerichtsverfahren deutlich. 1989 führte er bei der Filmkomödie Non più di uno erstmals Regie.

## Filmografie (Auswahl)
Regie
- 1989: Non più di uno

Drehbuch
- 1970: Abenteurer der Südsee (Oceano)
- 1976: Todo Modo (Todo modo)
- 1992: Angeli a sud